# EPIA
Die EPIA-Plattform von VIA Technologies ist ein Sammelbegriff für eine Reihe von hochintegrierten Mainboards in Mini-, Nano- oder Pico-ITX-Bauform, die mit einem oder zwei VIA C3, VIA C7 oder EDEN ESP CPUs bestückt sind.
Das Einsatzgebiet dieser Mainboards liegt im hauptsächlichen im Embedded-Bereich, erstreckt sich aber auch auf Settop-Boxen, Router, Thin-Clients und LowCost-PCs.
Alle EPIA-Mainboards besitzen:
- integrierte Grafik (IGP) mit VGA-Anschluss und/oder DVI-Anschluss.
- mindestens einen LAN-Anschluss
- AC97 Sound mit drei Anschlüssen (Line-Out, Line-In und Mic-In) meist als Klinkenbuchsen
- 2× ATA/ATAPI (IDE-Steckplätze) für UltraDMA 133/100

## Modelle

### Pico-ITX

#### EPIA PX
- Prozessor: 1× VIA C7 mit 1000 MHz
- Chipsatz: VIA VX700 Unified Digital Media IGP Chipset
- Hauptspeicher: 1 DDR2-533 SO-DIMM Sockel (max. 1024 MB)
- Sonstiges:
  - 1× ATA
  - 1× Serial ATA
  - 1× LVDS/DVI-Anschluss
  - 7.1 HD Audio

Alle Anschlüsse bis auf VGA und Netzwerkanschluss sind aus Platzgründen lediglich onboard ausgeführt.

### Nano-ITX

#### EPIA N
- Prozessor: 1× Luke CoreFusion mit 500, 800 oder 1.000 MHz
- Chipsatz: Luke CoreFusion (integrierte VIA CN400 Northbridge) + VIA VT8237R Southbridge
- Hauptspeicher: 1× DDR-SDRAM als SO-DIMM (PC3200, PC2700, PC2100 und PC1600)
- Sonstiges:
  - 1× Mini-PCI
  - 1× Serial ATA
  - 1× LVDS-Anschluss
  - 1× S-Video
  - 1× Cinch (für S/PDIF oder Composite)

#### EPIA NL
- Prozessor: 1× Luke CoreFusion mit 500, 800 oder 1.000 MHz
- Chipsatz: Luke CoreFusion (integrierte VIA CN400 Northbridge) + VIA VT8237R Southbridge
- Hauptspeicher: 1× DDR-SDRAM als SO-DIMM (PC3200, PC2700, PC2100 und PC1600)
- Sonstiges:
  - Verschlüsselungseinheit
  - 1× Mini-PCI
  - 1× Serial ATA
  - 1× LVDS-Anschluss

### Mini-ITX

#### EPIA
- Prozessor: 1× VIA C3 (800 MHz) oder 1× EDEN ESP (533 MHz)
- Chipsatz: VIA PLE133T Northbridge + VIA VT8231 Southbridge
- Hauptspeicher: 2× SDR-SDRAM (PC100 und PC133)
- Sonstiges:
  - 1× S-Video
  - 1× Cinch (für S/PDIF oder Composite)

#### EPIA CL
- Prozessor: 1× VIA C3 (1000 MHz) oder 1× EDEN ESP (600 MHz)
- Chipsatz: VIA CLE266 Northbridge + VIA VT8235 Southbridge
- Hauptspeicher: 1× DDR-SDRAM (PC2100 und PC1600)
- Sonstiges:
  - 2× LAN
  - 1× LVDS-Anschluss

#### EPIA CN
- Prozessor: 1× VIA C3 (1300 MHz oder 1000 MHz)
- Chipsatz: VIA CN700 Northbridge + VIA VT8237R Southbridge
- VGA: VIA UniChromeTM Pro mit MPEG-2-Dekoder
- Hauptspeicher: 1× DDR2-SDRAM, 533 MHz (bis 1 GB)
- Sonstiges:
  - 2× Serial ATA
  - 1× S-Video
  - 1× Cinch (für S/PDIF oder Composite)
  - 1× LAN
  - 8× USB
  - 1× COM

#### EPIA M

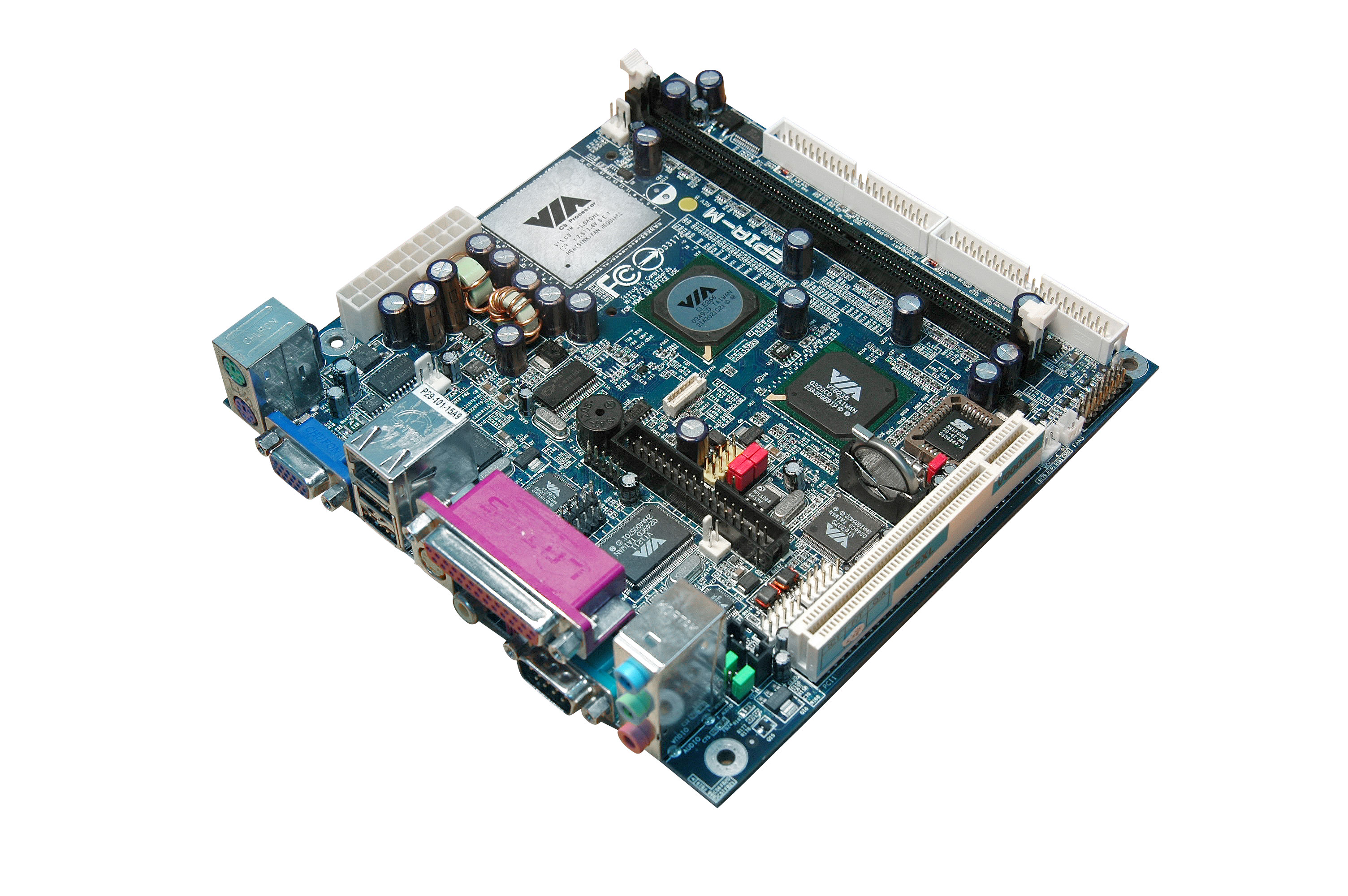
VIA EPIA M

- Prozessor: 1× VIA C3 (1000 MHz) oder 1× EDEN ESP (600 MHz)
- Chipsatz: VIA CLE266 Northbridge + VIA VT8235 Southbridge
- Hauptspeicher: 1× DDR-SDRAM (PC2100 und PC1600)
- Sonstiges:
  - 1× FDD-Connector
  - LVDS-Anschluss
  - 1× S-Video
  - 1× Cinch (für S/PDIF oder Composite)

#### EPIA MII

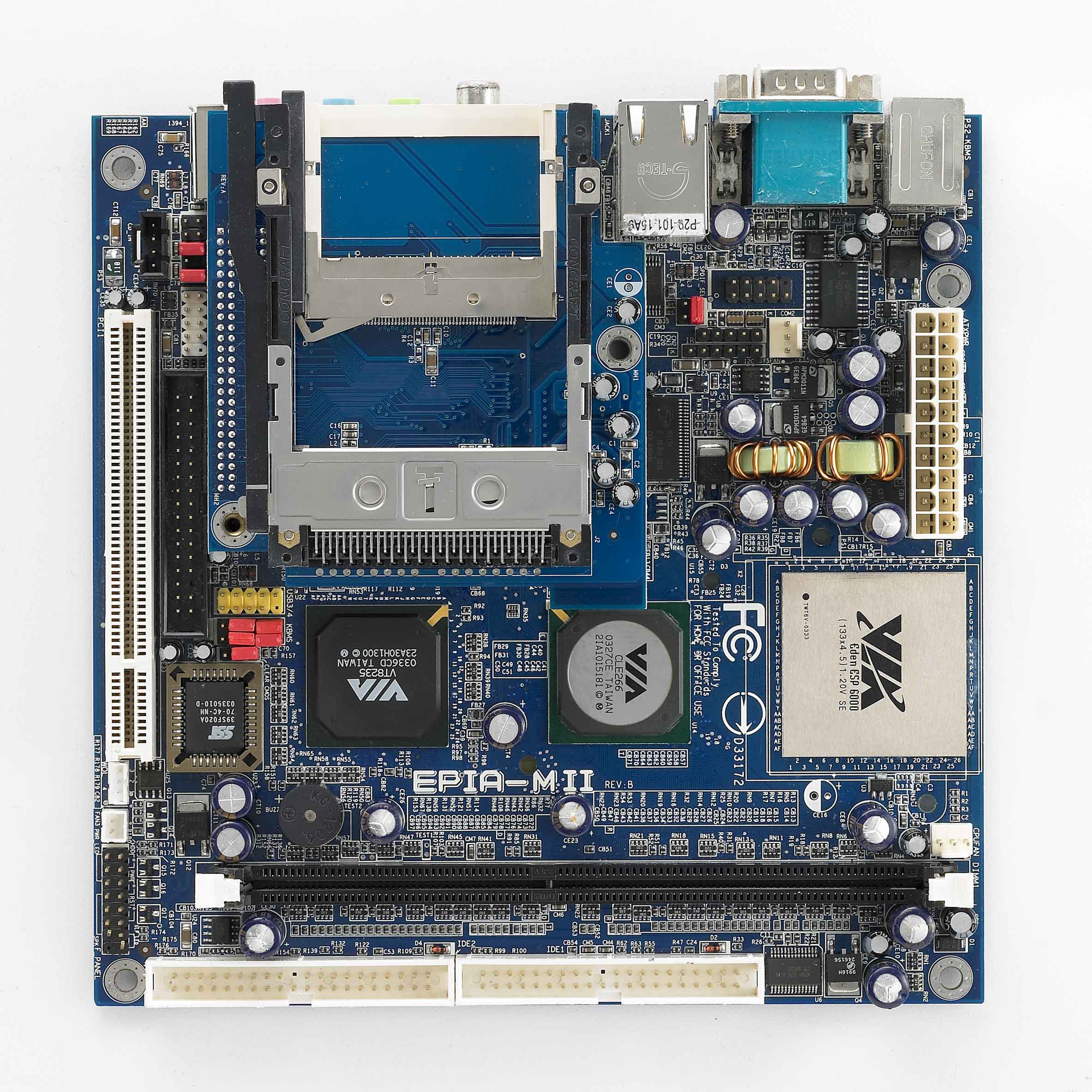
VIA EPIA MII

- Prozessor: 1× VIA C3 (1200 oder 1000 MHz) oder 1× EDEN ESP (600 MHz)
- Chipsatz: VIA CLE266 Northbridge + VIA VT8235 Southbridge
- Hauptspeicher: 1× DDR-SDRAM (PC2100 und PC1600)
- Sonstiges:
  - 1× FDD-Connector
  - LVDS-Anschluss
  - 1× S-Video
  - 1× Cinch (für S/PDIF oder Composite)
  - CardBus/CompactFlash-Slot
  - 1× FireWire (IEEE 1394)

#### EPIA ML
- Prozessor: 1× VIA C3 (800 MHz) oder 1× EDEN ESP (500 MHz)
- Chipsatz: VIA CLE266 Northbridge + VIA VT8235 Southbridge
- Hauptspeicher: 1× DDR-SDRAM (PC2100 und PC1600)
- Sonstiges: –

#### EPIA MS
- Prozessor: 1× VIA C3 (1200 MHz) oder 1× EDEN ESP (1000 oder 800 MHz)
- Chipsatz: VIA CLE266 Northbridge + VIA VT8237 Southbridge
- Hauptspeicher: 1× DDR-SDRAM (PC2100 und PC1600)
- Sonstiges:
  - CardBus/CompactFlash-Slot
  - Die meisten Anschlüsse sind als Steckerleiste realisiert

#### EPIA PD

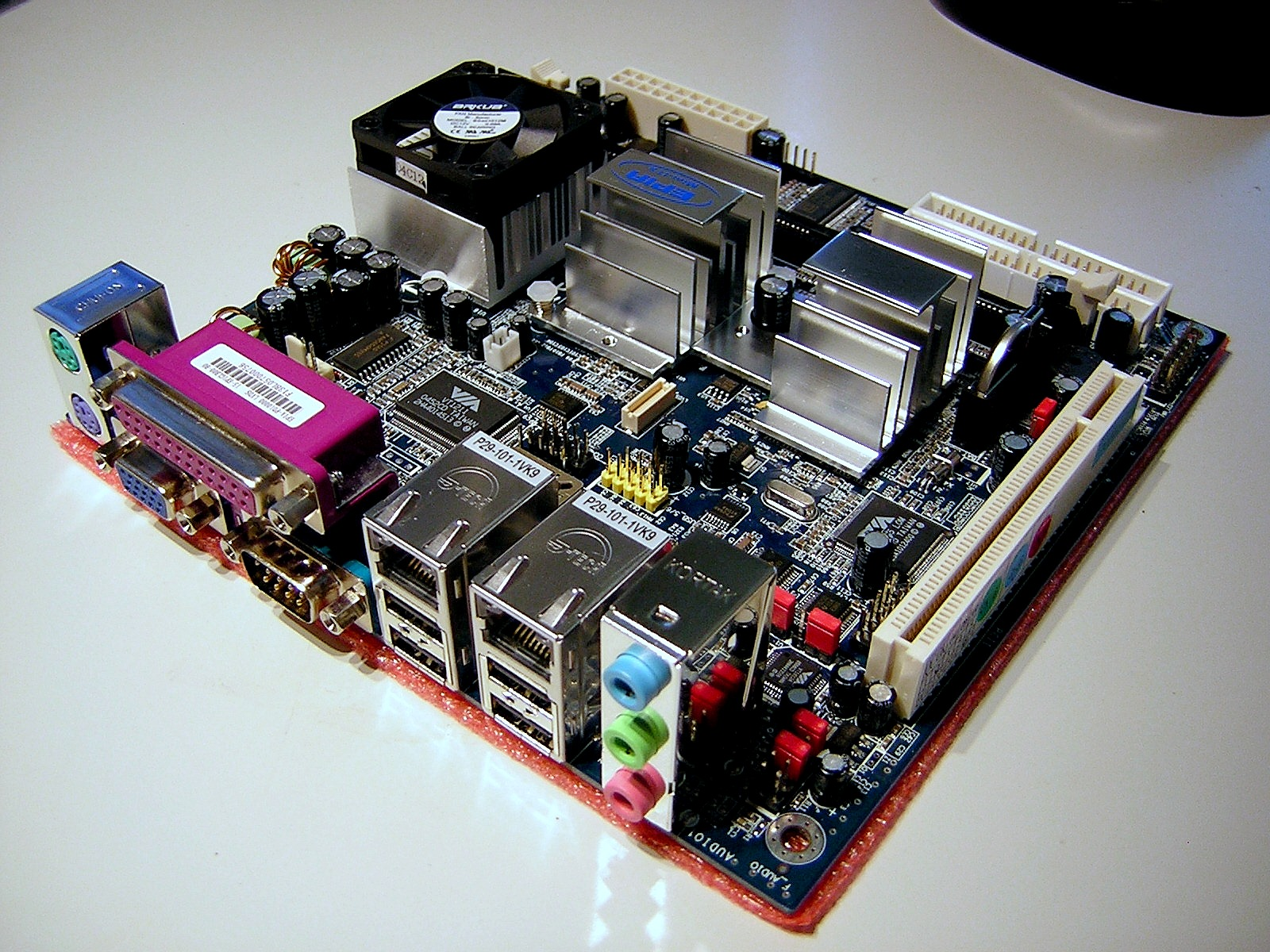
VIA EPIA PD-10000 Mini-ITX Mainboard

- Prozessor: 1× VIA C3 (1000 MHz) oder 1× EDEN ESP (600 MHz)
- Chipsatz: VIA CLE266 Northbridge + VIA VT8235 Southbridge
- Hauptspeicher: 1× DDR-SDRAM (PC2100 und PC1600) max. 1 GB
- Sonstiges:
  - 2× Local Area Network, 1xVia Rhine II + 1xVia Rhine III
  - 4× USB 2.0+ 2x USB optional
  - 1× COM extern + 3 × interne Anschlüsse COM
  - 1× parallel
  - 1× 1x VIA/S3G CLE266 Grafik Onboard
  - 1× 1xPCI mit Extensioncard
  - 1× LVDS-Anschluss
  - 1× AC97 Sound OnBoard

#### EPIA SP
- Prozessor: 1× VIA C3 (1300 MHz) oder 1× EDEN ESP (800 MHz)
- Chipsatz: VIA CN400 Northbridge + VIA VT8237 Southbridge
- Hauptspeicher: 1× DDR-SDRAM (PC3200, PC2700, PC2100 und PC1600)
- Sonstiges:
  - Verschlüsselungseinheit
  - 2× Serial ATA
  - 1× Firewire IEEE 1394
  - 1× S-Video
  - 1× Cinch (für S/PDIF oder Composite)

#### EPIA TC
- Prozessor: 1× VIA C3 (1000 MHz) oder 1× EDEN ESP (600 MHz)
- Chipsatz: VIA CLE266 Northbridge + VIA VT8235 Southbridge
- Hauptspeicher: 1× DDR-SDRAM als SO-DIMM (PC2100 und PC1600)
- Sonstiges:
  - CardBus/CompactFlash-Slot
  - 1× LVDS-Anschluss
  - direkter Anschluss an 12 V DC

#### EPIA V
- Prozessor: 1× VIA C3 (800 MHz) oder 1× EDEN ESP (500 MHz)
- Chipsatz: VIA PLE133T Northbridge + VIA VT8231 Southbridge
- Hauptspeicher: 2× SDR-SDRAM (PC100 und PC133)
- Sonstiges: –

#### EPIA EX

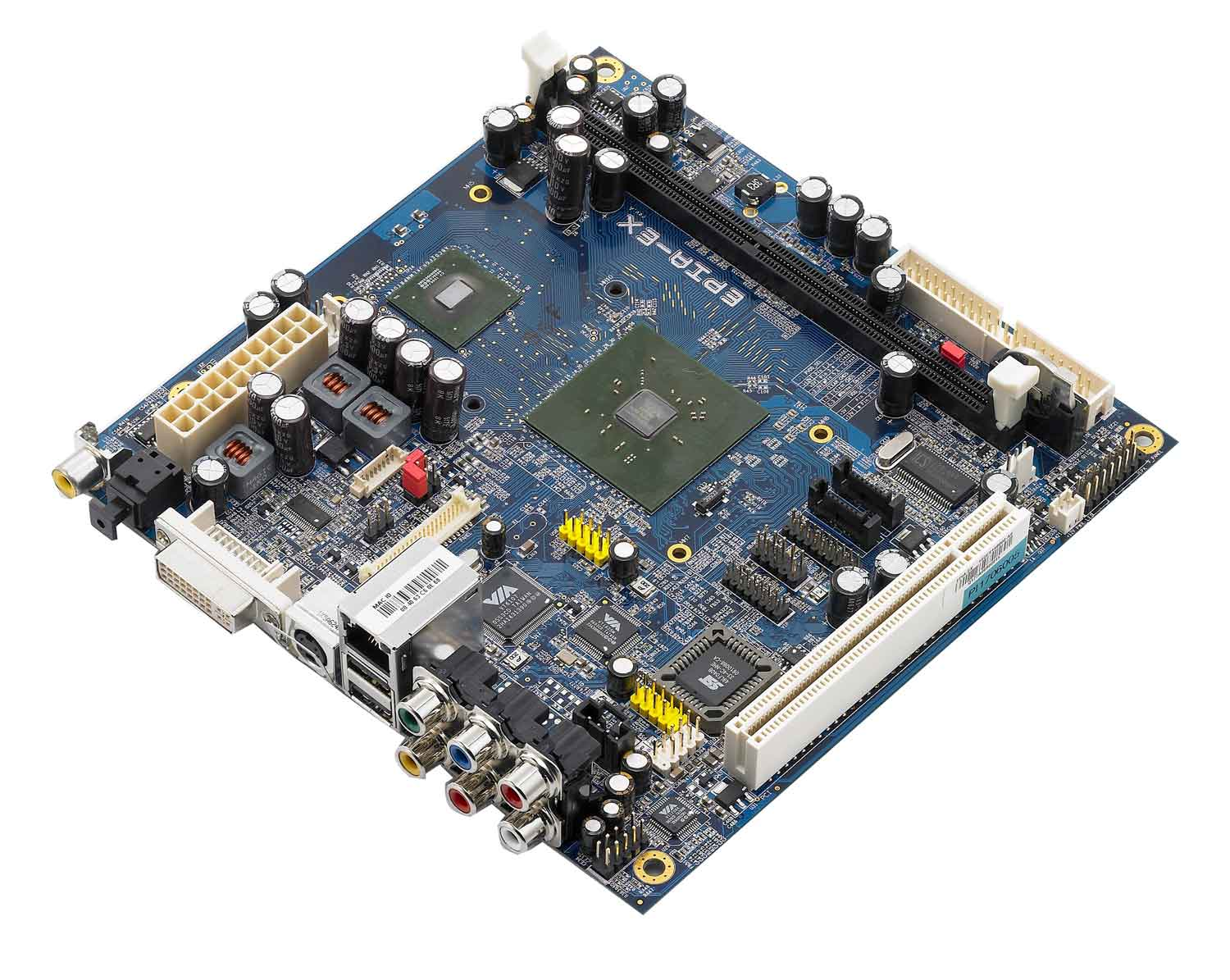
VIA EPIA EX

- Prozessor: 1× VIA C7 mit 1500 MHz oder 1000 MHz
- Chipsatz: VIA CX700M2
- VGA: UniChromeTM Pro II 3D/2D mit MPEG-2/4 und WMV9 Dekoder
- Hauptspeicher: 1× DDR2 533 (bis 1 Gb)

#### VT-310DP
- Prozessor: 2× EDEN ESP (1000 MHz oder 800 MHz)
- Chipsatz: VIA CN400 Northbridge + VIA VT8237R Southbridge
- Hauptspeicher: 1× DDR-SDRAM (PC3200, PC2700, PC2100 und PC1600)
- Sonstiges:
  - Verschlüsselungseinheit
  - 2× Serial ATA
  - 3× LAN